# Isaaqsultanatet
Isaaqsultanatet (somaliska: Saldanadda Isaaq, arabiska: سلطنة الإسحاق) var ett somaliskt kungarike som styrde delar av Afrikas horn under 1700- och 1800-talen. Det spänner över Isaaq-klanens territorium i dagens Somaliland och Etiopien. Sultanatet styrdes av Rer Guled-grenen av klanen Eidagale.